# Boards of Canada
Boards of Canada (abreviată frecvent BoC) este un duo Scoțian de muzică electronică, format din frații Michael Sandison (n. 1 iunie 1970) și Marcus Eoin (n. 21 iulie 1971). Câteva din lucrările lor au fost lansate la casa de discruri Warp Records cu puțină publicitate și  câteva interviuri, având în același timp în spate un catalog de release-uri evazive și obscure lansate prin propria casa de discuri Music70. Au înregistrat, de asemenea, cel puțin patru piese sub numele de Hell Interface.

## Discografie

### Release-uri majore

#### Albume de studio
- Music Has the Right to Children – (Warp/Skam, 1998) #193 UK
- Geogaddi – (Warp/Music70, 2002) No. 21 UK
- The Campfire Headphase – (Warp, 2005) No. 41 UK

#### EP-uri
- Twoism – (Music70, 1995)
- Hi Scores – (Skam, 1996)
- Aquarius – (Skam, 1998)
- Peel Session TX 21/07/1998 – (Warp, 1999)
- In a Beautiful Place Out in the Country – (Warp/Music70, 2000)
- Trans Canada Highway – (Warp, 2006)

## Vezi și
- Warp Records
- Music70
- Hexagon Sun Collective